# Resultados do Carnaval de Campo Grande em 2017
Resultados do Carnaval de Campo Grande em 2017. A Unidos da Vila Carvalho foi a campeã com o enredo O meu povo pede axé.

## Grupo Especial
| Posição | Escola                  | Pontos | Nota       | Ref.  |
| ------- | ----------------------- | ------ | ---------- | ----- |
| 1º      | Unidos da Vila Carvalho | 267,3  |            | [ 1 ] |
| 2º      | Deixa Falar             | 266,7  |            | [ 1 ] |
| 3º      | Catedráticos do Samba   | 261,5  |            | [ 1 ] |
| 4º      | Igrejinha               | 260,9  |            | [ 1 ] |
| 5º      | Unidos do Cruzeiro      | 256,7  | Rebaixadas | [ 1 ] |
| 6º      | Cinderela Tradição      | 246,4  | Rebaixadas | [ 1 ] |

## Grupo de acesso
| Posição | Escola                  | Pontos | Nota      | Ref.              |
| ------- | ----------------------- | ------ | --------- | ----------------- |
| 1º      | Unidos do São Francisco | 239,9  | Promovida | [ 1 ] [ 2 ] [ 3 ] |
| 2º      | Unidos do Aero Rancho   |        |           | [ 1 ] [ 2 ] [ 3 ] |